# 마우라 후세인
마우라 후세인(우르두어: ماورا حسین, 영어: Mawra Hocane 또는 Mawra Hussain, 1992년 9월 28일 ~ )은 파키스탄의 배우이다.

## 출연 작품
- 사남 테리 카삼 (2016)